# Deiveson Figueiredo
Deiveson Alcântara Figueiredo (Soure, 18 de dezembro de 1987) é um lutador de artes marciais mistas (MMA) do Brasil, que compete como peso-mosca, ex-campeão da categoria, no Ultimate Fighting Championship.

## Começo
Deiveson nasceu na pequena Soure, com uma população estimada em cerca de 25 mil habitantes, a 80 quilômetros da capital paraense Belém. Na Ilha de Marajó, a cidade tem como atração os búfalos que circulam livremente pela cidade, e Deiveson cresceu sabendo bem o que é lidar com eles. Seu primeiro contato com a luta pelo seu pai, que praticavam a Luta Marajoara, um estilo de Wrestling tradicional da ilha.
Ainda na adolescência, ele se mudou para Belém do Pará para estudar o ensino médio. A capoeira se tornou o esporte principal de Deiveson. O som do berimbau e a turma da escola fizeram o lutador se encaixar. Já sob a tutela de Iuri Marajó, lutador peso-galo do UFC, o paraense começou a invadir o MMA.

## MMA
Figueiredo começou a lutar em 2012, e venceu sua estreia no MMA profissional por finalização no primeiro round. Figueiredo então participou de vários eventos locais e ganhou suas próximas cinco lutas, com quatro delas ainda no primeiro round. Figueiredo lutou no Coalizao Fight 4, em Benevides, e venceu por nocaute técnico no primeiro round. Esta vitória lhe rendeu um contrato com o Jungle Fight.

### Jungle Fight
Ele fez sua estreia no Jungle Fight contra Rayner Silva, em 18 de dezembro de 2014, no Jungle Fight 75, em Belém, Pará. Figueiredo mostrou um bom Muay thai durante toda a luta e nocauteou Silva com socos no segundo round.
Alcântara era esperado para enfrentar Kaynan Kruschewsky, em 21 de maio de 2016, no Jungle Fight 87. Porém, Kruschewsky saiu do card e deu lugar ao estreante no Jungle Fight, Henrique Miranda. Alcântara venceu Miranda por finalização no primeiro round. Foi a sexta derrota de Miranda no MMA.
Em sua última aparição na organização, Figueiredo venceu Denis Araujo por nocaute no segundo round, em 3 de setembro de 2016, no Jungle Fight 90.

### Ultimate Fighting Championship
Em sua estreia no Ultimate, no dia 3 de junho de 2017, o peso-mosca Deiveson Alcântara venceu Marco Beltrán por nocaute técnico, aos cinco minutos do segundo round, na primeira luta do card preliminar do UFC 212, após uma forte cotovelada no rival. Após tocar a campainha encerrando o assalto, o médico determinou que o adversário do brasileiro não tinha condições de retornar ao combate. Com o triunfo, o paraense chegou à 12ª vitória na carreira, enquanto o mexicano amargou a quinta derrota como profissional de MMA.
Na próxima luta que fez pelo UFC, Deiveson Alcântara seguiu invicto no MMA. O peso-mosca derrotou Jarred Brooks por uma controversa decisão dividida (27-30, 29-28 e 29-28), no Ginásio do Ibirapuera, pelo UFC Fight Night: Brunson vs. Machida, em 28 de outubro de 2017, assinalando a 13ª vitória de sua carreira, iniciada em 2012. O brasileiro parecia ter certeza do resultado após o fim dos três rounds, por comemorar e subir no octógono, entretanto, sofreu com as inúmeras quedas impostas pelo adversário.

## Vida Pessoal
O pai de Deiveson é vaqueiro. Até os 13 anos ele foi criado na fazenda com seu pai, trabalhando pesado com animais. Torcedor do Botafogo e do Paysandu, Figueiredo antes de assinar com o Ultimate Fighting Championship, já foi cabeleireiro, pedreiro e mototaxista.

## Campeonatos e realizações

### Artes Marciais Mistas
- Ultimate Fighting Championship
  - Cinturão Peso Mosca do UFC (uma vez)
    - Duas defesas de cinturão (vs. Alex Perez e Brandon Moreno

  - Performance da Noite (uma vez) vs. Joseph Benavidez
  - Luta da Noite (uma vez) vs. Alexandre Pantoja

### Grappling
- Jiu-jitsu
  - Campeão nordestino
- Luta marajoara
  - Campeão peso-mosca
  - Campeão do Lutadores Nativos dos Marajoaras

## Cartel no MMA
| Cartel no MMA   |             |            |
| 29 lutas        | 24 vitórias | 4 derrotas |
| Por nocaute     | 9           | 1          |
| Por finalização | 9           | 1          |
| Por decisão     | 6           | 2          |
| Empates         | 1           | 1          |

| Res.    | Cartel | Oponente                            | Método                               | Evento                                      | Data       | Round | Tempo | Local                | Notas |
| ------- | ------ | ----------------------------------- | ------------------------------------ | ------------------------------------------- | ---------- | ----- | ----- | -------------------- | --- |
| Derrota | 24-4-1 | Petr Yan                            | Decisão (unânime)                    | UFC Fight Night: Yan vs. Figueiredo         | 23/11/2024 | 5     | 5:00  | Macau                | |
| Vitória | 24-3-1 | Marlon Vera                         | Decisão (unânime)                    | UFC on ABC: Sandhagen vs. Nurmagomedov      | 03/08/2024 | 3     | 5:00  | Abu Dhabi            | |
| Vitória | 23-3-1 | Cody Garbrandt                      | Finalização (mata leão)              | UFC 300                                     | 13/04/2024 | 2     | 4:02  | Las Vegas, Nevada    | |
| Vitória | 22-3-1 | Rob Font                            | Decisão (unânime)                    | UFC Fight Night: Dariush vs. Tsarukyan      | 21/01/2023 | 3     | 5:00  | Austin, Texas        | Luta no Peso Galo. |
| Derrota | 21-3-1 | Brandon Moreno                      | Nocaute Técnico (interrupção médica) | UFC 283: Teixeira vs. Hill                  | 21/01/2023 | 3     | 5:00  | Rio de Janeiro       | Perdeu o Cinturão Peso Mosca do UFC. |
| Vitória | 21-2-1 | Brandon Moreno                      | Decisão (unânime)                    | UFC 270: Ngannou vs. Gane                   | 22/01/2022 | 5     | 5:00  | Anaheim, California  | Ganhou o Cinturão Peso Mosca do UFC; Luta da Noite.                                                                                              |
| Derrota | 20-2-1 | Brandon Moreno                      | Finalização (mata leão)              | UFC 263: Adesanya vs. Vettori 2             | 12/06/2021 | 3     | 2:26  | Glendale, Arizona    | Perdeu o Cinturão Peso Mosca do UFC. |
| Empate  | 20-1-1 | Brandon Moreno                      | Empate (majoritário)                 | UFC 256: Figueiredo vs. Moreno              | 12/12/2020 | 5     | 5:00  | Las Vegas, Nevada    | Defendeu o Cinturão Peso Mosca do UFC; Figueiredo perdeu um ponto no terceiro round devido a um chute ilegal; Luta da Noite; Luta do Ano (2021). |
| Vitória | 20-1   | Alex Perez                          | Finalização (guilhotina)             | UFC 255: Figueiredo vs. Perez               | 21/11/2020 | 1     | 1:57  | Las Vegas, Nevada    | Defendeu o Cinturão Peso Mosca do UFC; Performance da Noite.                                                                                     |
| Vitória | 19-1   | Joseph Benavidez                    | Finalização (mata leão)              | UFC Fight Night: Figueiredo vs. Benavidez 2 | 18/07/2020 | 1     | 4:48  | Abu Dhabi            | Ganhou o Cinturão Peso Mosca Vago do UFC; Performance da Noite.                                                                                  |
| Vitória | 18-1   | Joseph Benavidez                    | Nocaute (socos)                      | UFC Fight Night: Benavidez vs. Figueiredo   | 29/02/2020 | 2     | 1:54  | Norkfolk, Vírginia   | Luta válida pelo Cinturão Peso Mosca Vago do UFC apenas para Benavidez; Figueiredo não bateu o peso.                                             |
| Vitória | 17-1   | Tim Elliott                         | Finalização (guilhotina)             | UFC Fight Night: Joanna vs. Waterson        | 12/10/2019 | 1     | 3:08  | Tampa, Flórida       | |
| Vitória | 16-1   | Alexandre Pantoja                   | Decisão (unânime)                    | UFC 240: Holloway vs. Edgar                 | 27/07/2019 | 3     | 5:00  | Edmonton, Alberta    | Luta da Noite. |
| Derrota | 15-1   | Jussier Formiga                     | Decisão (unânime)                    | UFC Fight Night: Thompson vs. Pettis        | 23/03/2019 | 3     | 5:00  | Nashville, Tennessee | |
| Vitória | 15-0   | John Moraga                         | Nocaute Técnico (socos)              | UFC Fight Night: Gaethje vs. Vick           | 25/08/2018 | 2     | 3:08  | Lincoln, Nebraska    | |
| Vitória | 14-0   | Joseph Morales                      | Nocaute Técnico (socos)              | UFC Fight Night: Machida vs. Anders         | 03/02/2018 | 2     | 4:34  | Belém                | |
| Vitória | 13-0   | Jarred Brooks                       | Decisão (dividida)                   | UFC Fight Night: Brunson vs. Machida        | 28/10/2017 | 3     | 5:00  | São Paulo            | |
| Vitória | 12-0   | Marco Beltrán                       | Nocaute Técnico (interrupção médica) | UFC 212: Aldo vs. Holloway                  | 03/06/2017 | 2     | 5:00  | Rio de Janeiro       | Estreia no UFC. |
| Vitória | 11-0   | Ricardo Eduardo do Socorro da Silva | Finalização (triângulo de braço)     | SMF - Salvaterra Marajo Fight 5             | 01/12/2016 | 1     | 1:20  | Salvaterra           | |
| Vitória | 10-0   | Denis Oliveira Fontes               | Nocaute (socos)                      | Jungle Fight 90                             | 03/09/2016 | 2     | 2:56  | São Paulo            | |
| Vitória | 9-0    | Antonio Henrique Santos de Miranda  | Finalização (guilhotina)             | Jungle Fight 87                             | 21/05/2016 | 1     | 2:55  | São Paulo            | |
| Vitória | 8-0    | Rayner Silva                        | Nocaute Técnico (socos)              | Jungle Fight 75                             | 18/12/2014 | 2     | 3:20  | Belém                | |
| Vitória | 7-0    | Joao Neto Silva                     | Nocaute Técnico (socos)              | Coalizao Fight 4 - Mondragon vs. Gallotti   | 13/11/2014 | 1     | 2:18  | Benevides            | |
| Vitória | 6-0    | Joel Silva                          | Nocaute (soco)                       | Coalizao Fight - Coalizao Fight Night       | 07/08/2014 | 1     | 3:30  | Belém                | |
| Vitória | 5-0    | Edvaldo Junior                      | Finalização (guilhotina)             | JOF - Jurunense Open Fight MMA 8            | 03/07/2014 | 1     | 4:55  | Belém                | |
| Vitória | 4-0    | Adailton Pereira                    | Decisão (unânime)                    | LDPF - Lago da Pedra Fight                  | 01/05/2014 | 3     | 5:00  | Lago da Pedra        | |
| Vitória | 3-0    | David Raimundo Arcangela Silva      | Finalização (guilhotina)             | JOF - Jurunense Open Fight MMA 7            | 20/03/2014 | 1     | 0:53  | Belém                | |
| Vitória | 2-0    | Jonas Ferreira dos Santos           | Nocaute Técnico (socos)              | Amazon Fight 18 - Santa Izabel              | 11/08/2012 | 1     | 2:04  | Santa Izabel do Pará | |
| Vitória | 1-0    | Aluisio Ferreira                    | Finalização (chave de braço)         | KOCI 3 - Knock Out Combat Icoaraci 3        | 17/02/2012 | 1     | 3:02  | Icoaraci             | Estreia no MMA. |